# گورستان قلعه مرسه
گورستان قلعه مرسه مربوط به دوره قاجار است و در شهرستان کوهرنگ، بخش بازفت، دهستان بازفت، شمال شرق روستای تبرک دم تنگ واقع شده و این اثر در تاریخ ۲۸ شهریور ۱۳۸۶ با شمارهٔ ثبت ۱۹۶۷۴ به‌عنوان یکی از آثار ملی ایران به ثبت رسیده است.